# Ophyiulus corsicus
Ophyiulus corsicus är en mångfotingart som beskrevs av Karl Wilhelm Verhoeff 1943. Ophyiulus corsicus ingår i släktet Ophyiulus och familjen kejsardubbelfotingar. Inga underarter finns listade i Catalogue of Life.